# 丸毛光兼
丸毛 光兼（まるも/まるけ みつかね）は、戦国時代から安土桃山時代にかけての武将、大名。織田信長の家臣。美濃国の多芸郡大墳城（大塚城）および安八郡福束城主。諱は長照（ながてる）または長住（ながずみ）ともする。通称は兵庫頭、後に河内守に改めたとされ、丸毛兵庫頭の名でも知られる。なお、名字は「丸茂（まるも）」とも書いた。
徳川美術館所蔵の太刀銘備前国長船住守家の名物「兵庫守家」（重要文化財）は、光兼の愛刀という。

## 生涯

### 出自
丸毛氏は美濃国の国衆だが、その家系と光兼の出自については諸説あり、判然としない。
『美濃国諸旧記』では、丸毛氏は土岐氏庶流として列記されており、土岐頼康の従弟の明智五郎頼高が丸毛氏の養子となり、その子の丸毛光慶から6代目、光兼は丸毛兼定の子とされているが、『寛永系図』では、丸毛氏は信濃国佐久郡発祥の小笠原氏の庶流で、小笠原長氏（信濃守）の六男、丸毛六郎兼頼を祖として、光兼はその8代目の丸毛喜八郎信吉の養子となって跡を継いだが、実は高瀬備前守の弟であったとされている。ただ、小笠原長清が埋葬された氏寺の（京都の）長清寺が応仁の乱で焼失した時、長清から十一世孫の長照（同名だが光兼とは別人）が遺骨を集めて美濃多芸荘に帰り、遺骨を三分して、一部は京都に送って長清寺を再興させ、一部は信州の（小笠原氏の菩提寺）開善寺に送り、残りは多芸城の中にある荘福寺の家廟に収めたという寺伝と、骨器が残っているので、多芸郡の丸毛氏は自らを小笠原氏庶流と代々で認識していたと考えるのが妥当だろう。土岐・小笠原氏の何れでも源姓となる。
なお、石見国美濃郡丸毛（丸茂）邑より起こった石見益田氏（藤原北家）の庶流、益田兼季の四男とされる丸毛兼忠を祖とするのは、別の丸毛氏である。前述の丸毛兼頼も石見国に縁を持つので話が混線した記述の書籍がある。また、他にも貞盛流の平姓を称する但馬国の七釜丸毛氏などもあり、これは氏治（兵庫頭）のときに京都より美濃多芸に流れてきて、これが光兼をさすと見られる丸毛兵庫頭（氏房）の父で、孫の氏豊が関ヶ原の後に但馬国七釜に流れたと『木村発家蔵系譜』にあるが、七釜城には別の丸毛氏がすでに戦国時代に見られるので、誤伝が含まれてるようである。

### 経歴
光兼は、美濃の戦国大名斎藤義龍に従う。『織田軍記』によれば、永禄3年（1560年）6月と8月に大垣に攻め込んできた織田信長を迎え撃っている。
また義龍没後も斎藤龍興に与して、安藤守就・氏家直元が大墳城（おおつかじょう）を攻めた時に撃退して感状を受けた。
『美濃国諸旧記』によれば、永禄7年（1564年）に龍興が稲葉山城を追われた時に、井戸頼重（河渡城主）と共に織田信長に降った。信長は帰参を許して、光兼に（丸毛家の城である）福束城の改修を命じ、新たに同じ安八郡にある今尾城を与えた。そのため同年9月より、光兼は今尾に移り住んだ。ただし『美濃国諸旧記』は美濃四人衆（稲葉良通・安藤守就・氏家直元・不破光治）が織田の軍門に降ったのを前年の永禄6年と書いているが、これは間違いで、実際には永禄10年（1567年）のことなので、谷口克広は、丸毛一族と思われる丸毛不心斎が信長に降った永禄10年11月以前のこととみて、同年8月頃に西美濃三人衆と一緒に降ったのではないかとしている。
永禄12年（1569年）の伊勢大河内攻めに光兼・兼利（三郎兵衛）親子は諸将らと従軍。
元亀元年（1570年）6月21日の近江小谷城攻めに従軍して町を焼く。6月28日の姉川の戦いでは、旗本先手の一隊にあるから、信長の馬廻衆であったようだ。同年9月の比叡山包囲（志賀の陣）にも参加し、25日に麓の香取屋敷を補強して平手久秀ら諸将と守備についた。
元亀2年（1571年）5月の第一次伊勢長島攻めに従軍し、12日に柴田勝家らと大田口で戦うが、16日に撤退するところを一揆勢の反撃を受けて氏家直元が戦死している。翌年（1572年）4月の河内国交野城の後巻きに参加。
天正元年（1573年）7月、将軍足利義昭の拠る山城槇島城攻略に参加し、同年8月の越前の朝倉義景征伐のときに近江大嶽城に、光兼・兼利親子と不破光治・直光（彦三）親子、塚本小大膳が留め置かれた。同月の小谷城の戦いにも加わっている。
天正2年（1574年）正月に前波吉継が越前一揆に敗死したため、羽柴秀吉らと敦賀まで出陣した。同年7月の第三次伊勢長島攻めに参加し、信長の指揮下で木下秀長ら先手衆のひとりとして戦う。
天正3年（1575年）5月13日、長篠城の救援に向かう信長に従って出陣し、途中の16日に三河牛窪城の警備に福田三河守と置かれた。また、長篠の戦いの前に織田家の人質とされた本多康俊（酒井忠次の次男）は、信長により光兼の預りとされた。
天正5年（1577年）2月の雑賀攻めに従軍して、堀秀政ら諸将と根来口に詰めた。
天正6年（1578年）、荒木村重が謀反を起こした時、神戸信孝・稲葉良通・不破光治と共に安土城の留守居を命じられた。
天正10年（1582年）5月29日、信長が最後の上洛のときに安土城二の丸番衆の一人で、本能寺の変の後には秀吉に属した。
『美濃国諸旧記』では天正11年（1583年）より福束城に戻って今尾城は市橋長勝に与えられたとし、『美濃明細記』では天正17年（1589年）に福束城。2万石を知行という。
『美濃国諸旧記』によれば、文禄2年（1593年）2月3日に死去。享年62。